# مارانلو
مارانلو (به ایتالیایی: Maranello) یک کومونه در ایتالیا است که در استان مودنا واقع شده‌است.

## خصوصیات
مارانلو ۳۲ کیلومترمربع مساحت و ۱۷٬۱۶۵ نفر جمعیت دارد و ۱۳۷ متر بالاتر از سطح دریا واقع شده‌است.

## نگارخانه

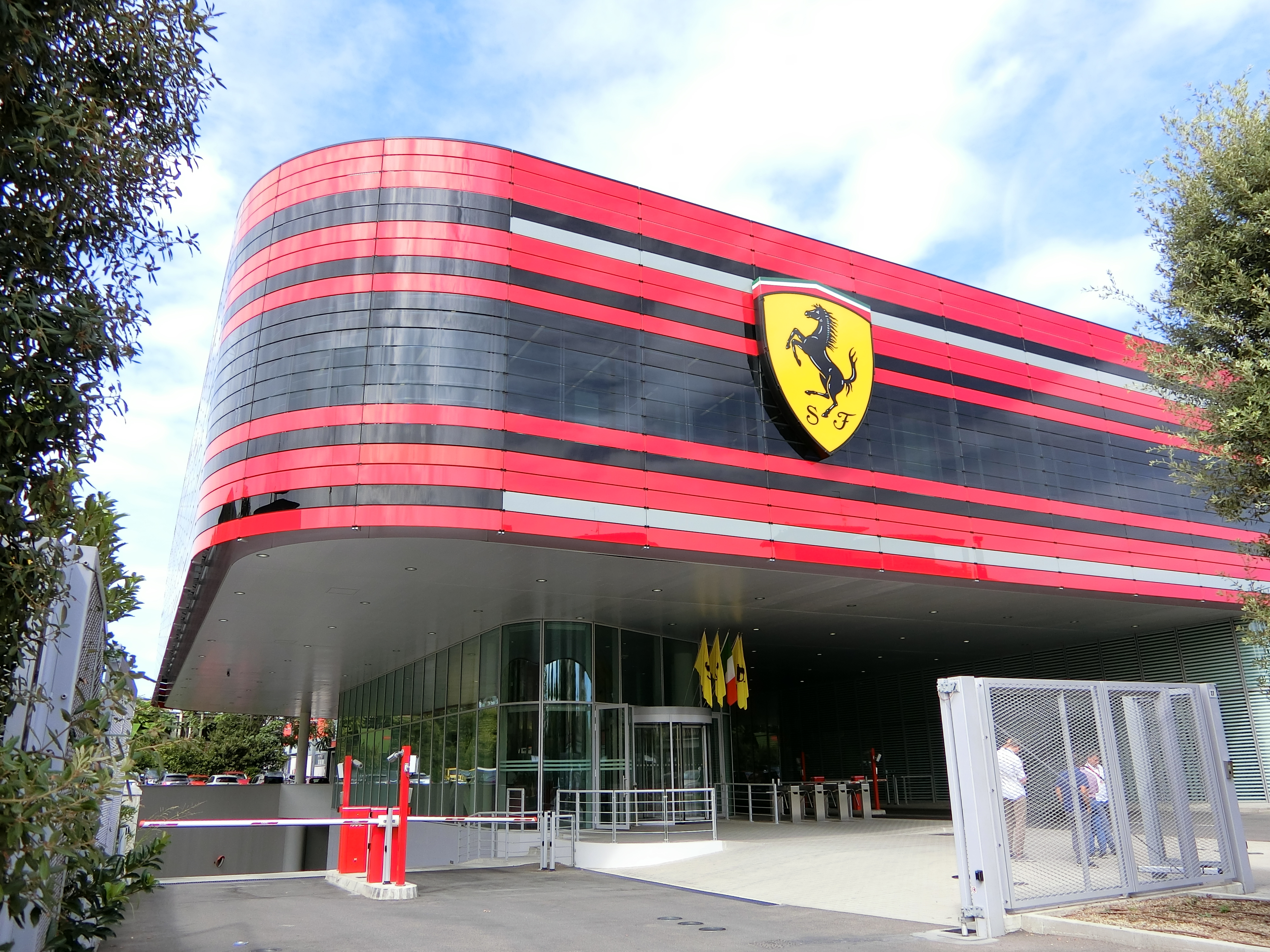
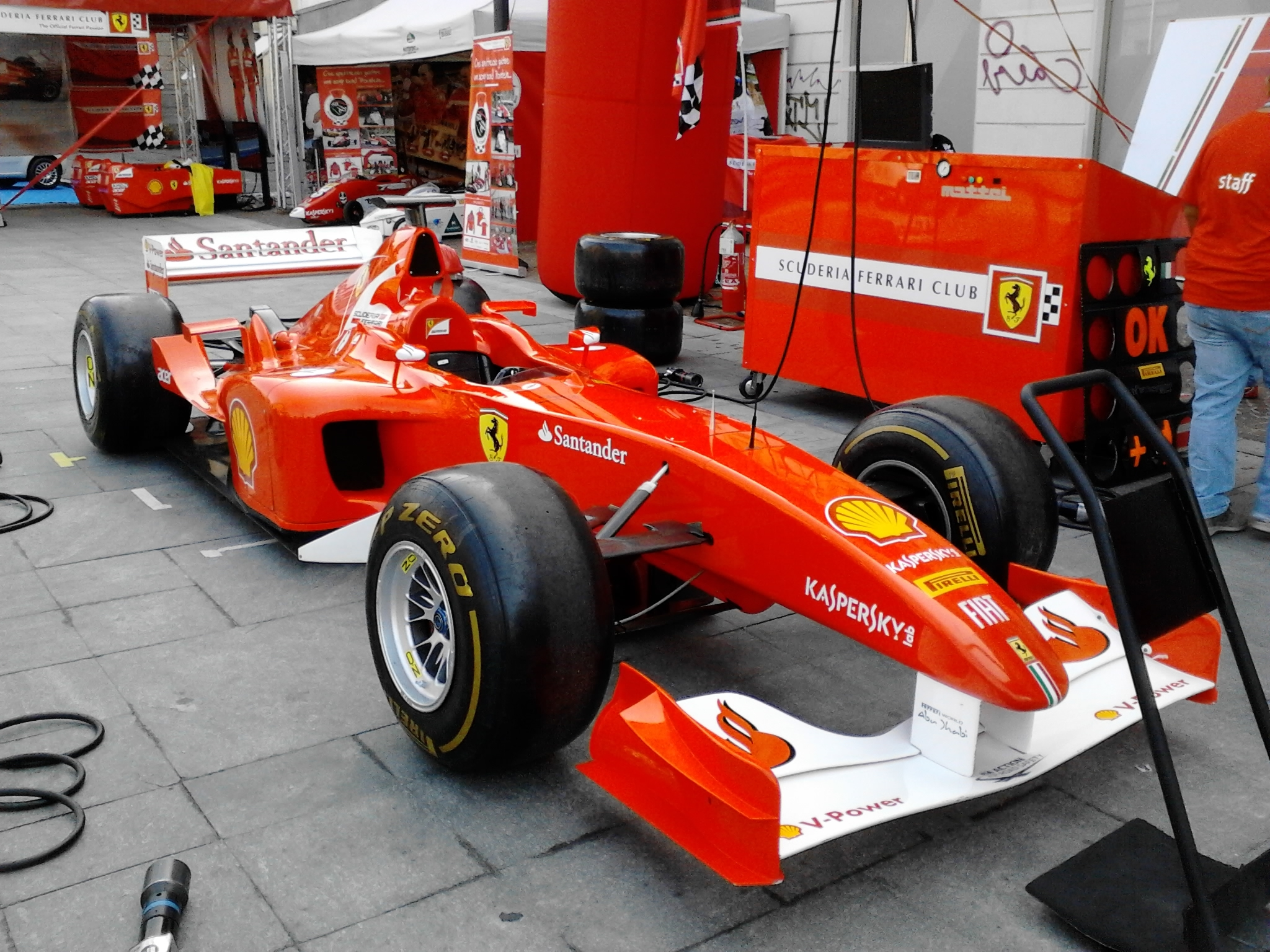

## خواهرخوانده
شهر ابیدو خواهرخواندهٔ مارانلو هست.